# Nancy Johnson
Nancy Johnson (n. 14 ianuarie 1974, Downers Grove⁠(d), Comitatul DuPage, Illinois, SUA) este o trăgătoare de tir ce a reprezentat Statele Unite ale Americii, medaliată olimpică. A participat la o ediție a Jocurilor Olimpice (2000) în care a câștigat o medalie de aur.

## Participări
Lista de mai jos prezintă principalele competiții la care a participat Nancy Johnson de-a lungul carierei.
- shooting at the 2000 Summer Olympics – women's 10 metre air rifle[*]